# Anomala saetipes
Anomala saetipes är en skalbaggsart som beskrevs av Friedrich Ohaus 1916. 
Anomala saetipes ingår i släktet Anomala och familjen Rutelidae. Inga underarter finns listade i Catalogue of Life.